# Naeleck
Naeleck為來自法國並定居於日本東京的法國電子音樂家，音樂風格結合電子音樂與舞曲。
在他表演的時候，他戴了帶有兩顆大眼以及微笑尖齒的黑帽。

## 簡介
雖然Naeleck是個法國人，但他在2010年於日本東京開創了他的DJ生涯。
他在日本LOUD雜誌所舉辦的世界前50名DJ票選中排名第41名，僅次於Knife party的第36名和R3hab的第43名。他的作品總是一直得到其他著名DJ如Bl3nd、Laidback Luck、DJ's From Mars、 Stereoheroes、高橋拓（Taku Takahashi）和林哲儀的肯定而播放，甚至他的作品在2013年10月被DJ Mag獲選為當月最佳單曲第二名。
Naeleck受邀在日本與歐洲最大的夜店巡演並且表演多年，同時也有在美國、加拿大以及臺灣等演出的經歷。現在他不但是block.fm（日本跳舞音樂電台）與Digitally Imported（Carl Cox、Armin Van Buuren、Lazy Rich）主理固定節目，他的 播客《Dancing Dead》也與著名音樂網站Earmilk維持著密且的合作夥伴關係，在美國跟法國經常是iTunes前100名。

## 外部連結
- Naeleck的X（前Twitter）
- Naeleck的Facebook專頁
- Naeleck在SoundCloud上的页面
- YouTube上的Naeleck頻道